# Премія «Сезар» за найкращу жіночу роль другого плану
Премія «Сезар» за найкращу жіночу роль другого плану (фр. César de la meilleure actrice dans un second rôle) вручається щороку французькою Академією мистецтв та технологій кінематографа, починаючи з першої церемонії у 1976 році.

## Список лауреатів та номінантів
• Лауреатів виділено окремим кольором.

### 1976—1980
| Церемонія   | Фото лауреата                                  | Акторка                                           | Фільм                              | Роль           |
| ----------- | ---------------------------------------------- | ------------------------------------------------- | ---------------------------------- | -------------- |
| 1-ша (1976) |                                                | • Марі-Франс Пізьє                                | «Кузен, кузина»                    | Каріна         |
| 1-ша (1976) | «Спогади про Францію » (Souvenirs d'en France) | • Марі-Франс Пізьє                                | Режина Педре                       |                |
| 1-ша (1976) | • Андреа Ферреоль (Andréa Ferréol)             | «Галети з Понт-Авена» (Les Galettes de Pont-Aven) | madame Licquois                    |                |
| 1-ша (1976) | • Ізабель Юппер                                | «Алоїза» (Aloïse (film))                          | Алоїза (в молодості)               |                |
| 1-ша (1976) | • Крістіна Паскаль                             | «Нехай розпочнеться свято»                        | Амелі                              |                |
| 2-га (1977) | • Марі-Франс Пізьє                             | «Бароко»                                          | Неллі                              |                |
| 2-га (1977) | • Анні Дюпре                                   | «І слони бувають невірні»                         | Шарлотта                           |                |
| 2-га (1977) | • Бріжит Фоссей                                | «Добрі та злі»                                    | Домінік Бланшо                     |                |
| 2-га (1977) | • Франсін Расетт (Francine Racette)            | «Світло» (Lumière (film))                         | Жюльєнна                           |                |
| 3-тя (1978) |                                                | • Марі Дюбуа                                      | «Загроза» (La Menace (film, 1977)) | Домінік Монлор |
| 3-тя (1978) | • Неллі Боржо (Nelly Borgeaud)                 | «Чоловік, який любив жінок»                       | Дельфін Грезель                    |                |
| 3-тя (1978) | • Женев'єв Фонтанель (Geneviève Fontanel)      | «Чоловік, який любив жінок»                       | Элен                               |                |
| 3-тя (1978) | • Флоранс Джорджетті (Florence Giorgetti)      | «Мереживниця»                                     | Марілен                            |                |
| 3-тя (1978) | • Валері Мересс                                | «Репетиція» (Repérages (film))                    | Естер                              |                |
| 4-та (1979) |                                                | • Стефан Одран                                    | «Віолетта Нозьєр»                  | Жермен Нозьєр  |
| 4-та (1979) | • Арлетт Боннар (Arlette Bonnard)              | «Проста історія»                                  | Габріель                           |                |
| 4-та (1979) | • Неллі Боржо (Nelly Borgeaud)                 | «Цукор» (Le Sucre)                                | Хільда Куртуа                      |                |
| 4-та (1979) | • Єва Дарлан (Éva Darlan)                      | «Проста історія»                                  | Анна                               |                |
| 5-та (1980) |                                                | • Ніколь Гарсія                                   | «Гуляка» (Le Cavaleur)             | Марі-Франс     |
| 5-та (1980) | • Міріам Буає (Myriam Boyer)                   | «Чорна серія» (Série noire (film, 1979))          | Жанна                              |                |
| 5-та (1980) | • Домінік Лаванан (Dominique Lavanant)         | «Сміливіше біжимо»                                | Матильда                           |                |
| 5-та (1980) | • Марія Шнайдер                                | «Виверт» (La Dérobade)                            | Малу                               |                |

### 1981—1990
| Церемонія    | Фото лауреата                            | Акторка                                           | Фільм                                                                    | Роль                   |
| ------------ | ---------------------------------------- | ------------------------------------------------- | ------------------------------------------------------------------------ | ---------------------- |
| 6-та (1981)  |                                          | • Наталі Бай                                      | «Рятуй, хто може (своє життя)»                                           | Деніз Рімбо            |
| 6-та (1981)  | • Андреа Ферреоль (Andréa Ferréol)       | «Останнє метро»                                   | Арлетт Ґійом                                                             |                        |
| 6-та (1981)  | • Клер Мор'є                             | «Поганий син»                                     | Маделін                                                                  |                        |
| 6-та (1981)  | • Дельфін Сейрі                          | «Дорога незнайомка» (Chère inconnue)              | Іветта                                                                   |                        |
| 7-ма (1982)  | • Наталі Бай                             | «Дивна справа»                                    | Ніна Колін                                                               |                        |
| 7-ма (1982)  | • Стефан Одран                           | «Бездоганна репутація»                            | Югетт Кордьє                                                             |                        |
| 7-ма (1982)  | • Сабін Одпен (Sabine Haudepin)          | «Готель „Америка“»                                | Еліза Тіссеран                                                           |                        |
| 7-ма (1982)  | • Веронік Сільвер (Véronique Silver)     | «Сусідка»                                         | мадам Оділь Жюв                                                          |                        |
| 8-ма (1983)  |                                          | • Фанні Коттансон                                 | «Північна зірка» (L'Étoile du Nord (film, 1982))                         | Сільві Барон           |
| 8-ма (1983)  | • Стефан Одран                           | «Рай для усіх»                                    | Едіт                                                                     |                        |
| 8-ма (1983)  | • Даніель Дар'є                          | «Кімната в місті» (Une chambre en ville)          | Марґо Ланглуа                                                            |                        |
| 8-ма (1983)  | • Деніз Ґрей                             | «Бум 2»                                           | Пупетт                                                                   |                        |
| 9-та (1984)  |                                          | • Сюзанна Флон                                    | «Убивче літо»                                                            | Коньята                |
| 9-та (1984)  | • Вікторія Абріль                        | «Місяць у стічній канаві»                         | Белла                                                                    |                        |
| 9-та (1984)  | • Стефан Одран                           | «Смертельна поїздка» (Mortelle Randonnée (film))  | Жермен (дама в сірому)                                                   |                        |
| 9-та (1984)  | • Сабіна Азема                           | «Життя — уе роман»                                | Елізабет Руссо                                                           |                        |
| 9-та (1984)  | • Аньєс Сораль                           | «Чао, паяц»                                       | Лола                                                                     |                        |
| 10-та (1985) |                                          | • Каролін Селльє (Caroline Cellier)               | «Рік медуз» (L'Année des méduses)                                        | Клоді                  |
| 10-та (1985) | • Вікторія Абріль                        | «Зведення рахунків» (L'Addition)                  | Патті                                                                    |                        |
| 10-та (1985) | • Кароль Буке                            | «Беріг правий, беріг лівий»                       | Babee Sénanques                                                          |                        |
| 10-та (1985) | • Елізабет Буржін (Elizabeth Bourgine)   | «Сьома мішень»                                    | Лора                                                                     |                        |
| 10-та (1985) | • Марушка Детмерс                        | «Піратка»                                         | Кароль                                                                   |                        |
| 11-та (1986) |                                          | • Бернадетт Лафон                                 | «Зухвала дівчинка» (L'Effrontée)                                         | Леоне                  |
| 11-та (1986) | • Анемон                                 | «Небезпека у будинку»                             | Едвіж Леду                                                               |                        |
| 11-та (1986) | • Катрін Фро                             | «Сходи С» (Escalier C (film))                     | Беатріс                                                                  |                        |
| 11-та (1986) | • Домінік Лаванан (Dominique Lavanant)   | «Троє чоловіків і немовля в люльці»               | мадам Рапон                                                              |                        |
| 11-та (1986) | • Маша Меріль                            | «Без даху, поза законом»                          | мадам Ландьє                                                             |                        |
| 12-та (1987) |                                          | • Еммануель Беар                                  | «Манон з джерела»                                                        | Манон                  |
| 12-та (1987) | • Клементін Селар'є (Clémentine Célarié) | «Тридцять сім і два щоранку»                      | Анні                                                                     |                        |
| 12-та (1987) | • Даніель Дар'є                          | «Місце злочину»                                   | бабця                                                                    |                        |
| 12-та (1987) | • Марі Дюбуа                             | «Зішестя в пекло»                                 | Люсьєта Бюлеман                                                          |                        |
| 12-та (1987) | • Жанна Моро                             | «Шестірка» (Le Paltoquet)                         | хазяйка борделю                                                          |                        |
| 13-та (1988) |                                          | • Домінік Лаванан (Dominique Lavanant)            | «Сентиментальний агент»                                                  | Катрін «Карен» Дарильє |
| 13-та (1988) | • Сільвія Жолі (Sylvie Joly)             | «Той, що сподобився дива» (Le Miraculé)           | мадам Фокс Терьє                                                         |                        |
| 13-та (1988) | • Анна Каріна                            | «Готель „Каєнна“» (Cayenne Palace)                | Лола                                                                     |                        |
| 13-та (1988) | • Бернадетт Лафон                        | «Маски»                                           | Патрисія                                                                 |                        |
| 13-та (1988) | • Марі Лафоре                            | «Проклятий Фернан» (Fucking Fernand)              | Лотта                                                                    |                        |
| 14-та (1989) |                                          | • Елен Венсан                                     | «Життя — це довга спокійна річка» (La vie est un long fleuve tranquille) | мадам Маріель Ле Кенуа |
| 14-та (1989) | • Марія Казарес                          | «Чтиця»                                           | вдова генерала                                                           |                        |
| 14-та (1989) | • Франсуаза Фабіан                       | «Три квитки на 26-е» (Trois places pour le 26)    | Мілен де Ламбер                                                          |                        |
| 14-та (1989) | • Домінік Лаванан (Dominique Lavanant)   | «Декілька днів зі мною» (Quelques jours avec moi) | мадам Ірен Фонфрін                                                       |                        |
| 14-та (1989) | • Марі Трентіньян                        | «Жіноча справа»                                   | Люсі                                                                     |                        |
| 15-та (1990) |                                          | • Сюзанна Флон                                    | «Жінка-змія» (La Vouivre (film))                                         | Луїза Мюзельє          |
| 15-та (1990) | • Клементін Селар'є (Clémentine Célarié) | «Індійський ноктюрн» (Nocturne indien (film))     | Крістіна                                                                 |                        |
| 15-та (1990) | • Сабін Одпен (Sabine Haudepin)          | «Форс мажор» (Force majeure (film, 1989))         | Жанна                                                                    |                        |
| 15-та (1990) | • Людмила Мікаель                        | «Біле весілля»                                    | Катрін Ено                                                               |                        |
| 15-та (1990) | • Мішлін Прель                           | «Я хочу додому» (I Want to Go Home)               | Ізабель Готьє                                                            |                        |

### 1991—2000
| Церемонія    | Фото лауреата                          | Акторка                                                                                                | Фільм                                  | Роль                  |
| ------------ | -------------------------------------- | --- | -------------------------------------- | --------------------- |
| 16-та (1991) |                                        | • Домінік Блан                                                                                         | «Мілу у травні»                        | Клер                  |
| 16-та (1991) | • Катрін Жакоб (Catherine Jacob)       | «Тітонька Даніель»                                                                                     | Катрін Біяр                            |                       |
| 16-та (1991) | • Одетт Лор (Odette Laure)             | «Ностальгія за татусем»                                                                                | Міше                                   |                       |
| 16-та (1991) | • Даніель Лебрюн (Danièle Lebrun)      | «Уран»                                                                                                 | мадам Аршамбе                          |                       |
| 16-та (1991) | • Тереза Ліотар (Thérèse Liotard)      | «Слава мого батька» (La Gloire de mon père (film)), «За́мок моєї матері» (Le Château de ma mère (film)) | тітка Роза                             |                       |
| 17-та (1992) |                                        | • Анн Броше (Anne Brochet)                                                                             | «Усі ранки світу»                      | Мадлен                |
| 17-та (1992) | • Джейн Біркін                         | «Чарівна пустунка»                                                                                     | Ліз                                    |                       |
| 17-та (1992) | • Катрін Жакоб (Catherine Jacob)       | «Спасибі, життя»                                                                                       | Євангелін (молода мати)                |                       |
| 17-та (1992) | • Валері Лемерсьє                      | «Операція „Тушонка“»                                                                                   | Марі-Лоранс Граньянські                |                       |
| 17-та (1992) | • Елен Венсан                          | «Я не цілуюся»                                                                                         | Евелін                                 |                       |
| 18-та (1993) |                                        | • Домінік Блан                                                                                         | «Індокитай»                            | Івет                  |
| 18-та (1993) | • Брижіт Катійон (Brigitte Catillon)   | «Крижане серце»                                                                                        | Режіна                                 |                       |
| 18-та (1993) | • Мішель Ларок                         | «Криза» (La Crise)                                                                                     | Мартіна                                |                       |
| 18-та (1993) | • Марія Паком (Maria Pacôme)           | «Криза»                                                                                                | мадам Барель                           |                       |
| 18-та (1993) | • Забу Брайтман                        | «Криза»                                                                                                | Ізабель Барель                         |                       |
| 19-та (1994) |                                        | • Валері Лемерсьє                                                                                      | «Прибульці»                            | Беатріса де Монмірай  |
| 19-та (1994) | • Міріам Буає (Myriam Boyer)           | «Раз, два, три... замри!»                                                                              | Даніела Ласпада                        |                       |
| 19-та (1994) | • Жудіт Анрі (Judith Henry)            | «Жерміналь»                                                                                            | Катрін Мае                             |                       |
| 19-та (1994) | • Марі Трентіньян                      | «Свято» (Les Marmottes)                                                                                | Люсі                                   |                       |
| 19-та (1994) | • Марта Віллалонга (Marthe Villalonga) | «Улюблена пора року»                                                                                   | Берта                                  |                       |
| 20-та (1995) |                                        | • Вірна Лізі                                                                                           | «Королева Марго»                       | Катерина Медічі       |
| 20-та (1995) | • Домінік Блан                         | «Королева Марго»                                                                                       | Генрієтта Неверська                    |                       |
| 20-та (1995) | • Катрін Жакоб (Catherine Jacob)       | «Дев'ять місяців» (Neuf mois (film, 1994))                                                             | Домінік                                |                       |
| 20-та (1995) | • Мішель Моретті (Michèle Moretti)     | «Дикі очерети»                                                                                         | мадам Альварес                         |                       |
| 20-та (1995) | • Лін Рено                             | «Не можу заснути» (J'ai pas sommeil)                                                                   | Нінон                                  |                       |
| 21-ша (1996) |                                        | • Анні Жирардо                                                                                         | «Знедолені»                            | мадам Тенардьє (1942) |
| 21-ша (1996) | • Жаклін Біссет                        | «Церемонія» («Церемонія злочину»)                                                                      | Катрін Лельєвр                         |                       |
| 21-ша (1996) | • Клотильда Куро                       | «Еліза»                                                                                                | Соланж                                 |                       |
| 21-ша (1996) | • Кармен Маура                         | «Любов в лугах»                                                                                        | Долорес Тівар                          |                       |
| 21-ша (1996) | • Клер Надо (Claire Nadeau)            | «Неллі та пан Арно»                                                                                    | Жаклін                                 |                       |
| 22-га (1997) |                                        | • Катрін Фро                                                                                           | «Сімейна атмосфера»                    | Йоланда Менар         |
| 22-га (1997) | • Валерія Бруні-Тедескі                | «Чоловік мого життя»                                                                                   | Сангвін                                |                       |
| 22-га (1997) | • Аньєс Жауї                           | «Сімейна атмосфера»                                                                                    | Бетті Менар                            |                       |
| 22-га (1997) | • Сандрін Кіберлен                     | «Нікому невідомий герой»                                                                               | Іветт                                  |                       |
| 22-га (1997) | • Мішель Ларок                         | «Вечірній прикид» (Pédale douce)                                                                       | Марі                                   |                       |
| 23-тя (1998) |                                        | • Аньєс Жауї                                                                                           | «Відомі старі пісні»                   | Камілла Лаланд        |
| 23-тя (1998) | • Паскаль Робер (Pascale Roberts)      | «Маріус і Жанетт»                                                                                      | Кароліна                               |                       |
| 23-тя (1998) | • Матильда Сеньє                       | «Сухе прибирання» (Nettoyage à sec (film))                                                             | Мерилін                                |                       |
| 23-тя (1998) | • Марі Трентіньян                      | «Кузен» (Le Cousin)                                                                                    | суддя Ламберт                          |                       |
| 23-тя (1998) | • Карін Віар                           | «Мандрівники» (Les Randonneurs)                                                                        | Коралі                                 |                       |
| 24-та (1999) |                                        | • Домінік Блан                                                                                         | «Ті, хто мене любить, поїдуть потягом» | Катрін                |
| 24-та (1999) | • Анемон                               | «Лотрек» (Lautrec (film, 1998))                                                                        | графиня Адель де Тулуз-Лотрек          |                       |
| 24-та (1999) | • Аріель Домбаль                       | «Бажання» (L'Ennui (film, 1998))                                                                       | Софі                                   |                       |
| 24-та (1999) | • Катрін Фро                           | «Вечеря з недоуком»                                                                                    | Марлен Сассер                          |                       |
| 24-та (1999) | • Еммануель Сеньє                      | «Вандомська площа»                                                                                     | Наталі                                 |                       |
| 25-та (2000) |                                        | • Шарлотта Генсбур                                                                                     | «Різдвяний пиріг» (La Bûche)           | Мілла                 |
| 25-та (2000) | • Катрін Муше                          | «Мій маленький бізнес» (Ma petite entreprise (film))                                                   | Люсі                                   |                       |
| 25-та (2000) | • Бюль Ож'є                            | «Салон краси „Венера“»                                                                                 | мадам Надін                            |                       |
| 25-та (2000) | • Лін Рено                             | «Улюблена теща»                                                                                        | Ніку                                   |                       |
| 25-та (2000) | • Матильда Сеньє                       | «Салон краси „Венера“»                                                                                 | Саманта                                |                       |

### 2001—2010
| Церемонія    | Фото лауреата                           | Акторка                                        | Фільм                                     | Роль                      |
| ------------ | --------------------------------------- | ---------------------------------------------- | ----------------------------------------- | ------------------------- |
| 26-та (2001) |                                         | • Анн Альваро                                  | «На чужий смак»                           | Клара Дево                |
| 26-та (2001) | • Жанна Балібар                         | «Ваш вибір, мадам» (Ça ira mieux demain)       | Елізабет                                  |                           |
| 26-та (2001) | • Аньєс Жауї                            | «На чужий смак»                                | Мани                                      |                           |
| 26-та (2001) | • Матильда Сеньє                        | «Гаррі — друг, який бажає вам добра»           | Клер                                      |                           |
| 26-та (2001) | • Флоранс Томассен (Florence Thomassin) | «Справа смаку»                                 | Беатріс                                   |                           |
| 27-ма (2002) |                                         | • Анні Жирардо                                 | «Піаністка»                               | мати                      |
| 27-ма (2002) | • Ніколь Гарсія                         | «Викрадення для Бетті Фішер»                   | Марго Фішер                               |                           |
| 27-ма (2002) | • Ноемі Львовскі                        | «Моя дружина — актриса»                        | Натали                                    |                           |
| 27-ма (2002) | • Ізабель Нанті                         | «Амелі»                                        | Жоржетта                                  |                           |
| 27-ма (2002) | • Лін Рено                              | «Хаос» (Chaos (film, 2001))                    | бабуся                                    |                           |
| 28-ма (2003) |                                         | • Карін Віар                                   | «Цілуй кого хочеш»                        | Веронік                   |
| 28-ма (2003) | • Домінік Блан                          | «Вам букет!» (C'est le bouquet !)              | Едіт                                      |                           |
| 28-ма (2003) | • Даніель Дар'є                         | «8 женок»                                      | Мамі                                      |                           |
| 28-ма (2003) | • Еммануель Дево                        | «Сіперник»                                     | Маріанна                                  |                           |
| 28-ма (2003) | • Жудіт Годреш                          | «Іспанка»                                      | Анна-Софі                                 |                           |
| 29-та (2004) |                                         | • Жулі Депардьє                                | «Крихітка Лілі» (La Petite Lili)          | Жанна-Марі                |
| 29-та (2004) | • Жідіт Годреш                          | «Бутик» (France Boutique)                      | Естель                                    |                           |
| 29-та (2004) | • Ізабель Нанті                         | «Тілько не в губи»                             | Арлетт                                    |                           |
| 29-та (2004) | • Жеральдін Пелас                       | «Ціна життя» (Le Coût de la vie)               | Елена                                     |                           |
| 29-та (2004) | • Людівін Саньє                         | «Басейн»                                       | Жулі                                      |                           |
| 30-та (2005) |                                         | • Маріон Котіяр                                | «Довгі заручини»                          | Валентина «Тіна» Ломбарді |
| 30-та (2005) | • Аріана Аскарід                        | «Вишивальниці» (Brodeuses)                     | мадам Мелікян                             |                           |
| 30-та (2005) | • Мілен Демонжо                         | «Набережна Орфевр, 36»                         | Ману Берлінер                             |                           |
| 30-та (2005) | • Жулі Депардьє                         | «Подіум»                                       | Веро                                      |                           |
| 30-та (2005) | • Емілі Дек'єнн                         | «Напарник» (L'Équipier)                        | Брижіт                                    |                           |
| 31-ша (2006) |                                         | • Сесіль де Франс                              | «Красуні»                                 | Изабель                   |
| 31-ша (2006) | • Катрін Денев                          | «Королівський палац» (Palais royal !)          | Еженія                                    |                           |
| 31-ша (2006) | • Ноемі Львовскі                        | «Задній план» (Backstage)                      | Жульєт                                    |                           |
| 31-ша (2006) | • Шарлотта Ремплінг                     | «Леммінг»                                      | Аліса Поллок                              |                           |
| 31-ша (2006) | • Келлі Райллі                          | «Красуні»                                      | Венді                                     |                           |
| 32-га (2007) |                                         | • Валері Лемерсьє                              | «Місця в партері» (Fauteuils d'orchestre) | Катрін Версен             |
| 32-га (2007) | • Крістін Кітті (Christine Citti)       | «Коли я був співаком»                          | Мішель                                    |                           |
| 32-га (2007) | • Дані (Dani (artiste))                 | «Місця в партері»                              | Клоді                                     |                           |
| 32-га (2007) | • Мілен Демонжо                         | «Каліфорнія» (La Californie)                   | Катя                                      |                           |
| 32-га (2007) | • Бернадетт Лафон                       | «Як одружитись і залишитись неодруженим»       | Женев'єва Коста                           |                           |
| 33-тя (2008) |                                         | • Жулі Депардьє                                | «Сімейна таємниця»                        | Луїза                     |
| 33-тя (2008) | • Ноемі Львовскі                        | «Сон попередньої ночі» (Actrices (film, 2007)) | Наталі                                    |                           |
| 33-тя (2008) | • Бюль Ож'є                             | «І нехай усе танцює!» (Faut que ça danse !)    | Женев'єва Белінськи                       |                           |
| 33-тя (2008) | • Людівін Саньє                         | «Сімейна таємниця»                             | Ханна                                     |                           |
| 33-тя (2008) | • Сільвія Тестю                         | «Життя у рожевому кольорі»                     | Момона                                    |                           |
| 34-та (2009) |                                         | • Ельза Зільберштейн                           | «Я так давно тебе кохаю»                  | Леа                       |
| 34-та (2009) | • Жанна Балібар                         | «Саган» (Sagan (film))                         | Пеггі Роше                                |                           |
| 34-та (2009) | • Анн Косіньї                           | «Різдвяна казка»                               | Елізабет                                  |                           |
| 34-та (2009) | • Едіт Скоб                             | «Літній час» (L'Heure d'été)                   | Елен Бертьє                               |                           |
| 34-та (2009) | • Карін Віар                            | «Париж»                                        | la boulangère                             |                           |
| 35-та (2010) |                                         | • Еммануель Дево                               | «Спочатку»                                | Стефані                   |
| 35-та (2010) | • Ор Атіка                              | «Мадемуазель Шамбон» (Mademoiselle Chambon )   | Анн-Марі                                  |                           |
| 35-та (2010) | • Анн Косіньї                           | «Викрадення» (Rapt (film, 2009))               | Франсуаза Графф                           |                           |
| 35-та (2010) | • Одрі Дана (Audrey Dana)               | «Ласкаво просимо»                              | Маріон                                    |                           |
| 35-та (2010) | • Ноемі Львовскі                        | «Красиві хлопці»                               | мати Ерве                                 |                           |

### 2011—2020
| Церемонія    | Фото лауреата                           | Акторка                                     | Фільм                                           | Роль                    |
| ------------ | --------------------------------------- | ------------------------------------------- | ----------------------------------------------- | ----------------------- |
| 36-та (2011) |                                         | • Анн Альваро                               | «Шурхіт кубиків льоду»                          | Луїза                   |
| 36-та (2011) | • Валері Боннетон                       | «Маленькі секрети»                          | Вероніка Кантара                                |                         |
| 36-та (2011) | • Летиція Каста                         | «Генсбур. Герой і хуліган»                  | Бріжіт Бардо                                    |                         |
| 36-та (2011) | • Жулі Ферьє (Julie Ferrier)            | «Серцеїд»                                   | Мелані                                          |                         |
| 36-та (2011) | • Карін Віар                            | «Відчайдушна домогосподарка»                | Надеж Дюмулен                                   |                         |
| 37-ма (2012) |                                         | • Кармен Маура                              | «Жінки з 6-го поверху» (Les Femmes du 6e étage) | Консепсьйон Рамірес     |
| 37-ма (2012) | • Забу Брайтман                         | «Управління державою»                       | Полін                                           |                         |
| 37-ма (2012) | • Анн Ле Ні (Anne Le Ny)                | «1+1»                                       | Івонн                                           |                         |
| 37-ма (2012) | • Ноемі Львовскі                        | «Будинок терпимості»                        | Марі-Франс                                      |                         |
| 37-ма (2012) | • Кароль Роше (Karole Rocher)           | «Паліція»                                   | Кріс                                            |                         |
| 38-ма (2013) |                                         | • Валері Бенґіґі                            | «Ім'я»                                          | Елізабет Ларше («Бабу») |
| 38-ма (2013) | • Жудіт Шемла                           | «Камілла роздвоюється»                      | Жозефа                                          |                         |
| 38-ма (2013) | • Ізабель Юппер                         | «Кохання»                                   | Єва                                             |                         |
| 38-ма (2013) | • Йоланда Моро                          | «Камілла роздвоюється»                      | мати Камілли                                    |                         |
| 38-ма (2013) | • Едіт Скоб                             | «Корпорація „Святі мотори“»                 | Селін                                           |                         |
| 39-та (2014) |                                         | • Адель Енель                               | «Сюзанна»                                       | Марія Меревська         |
| 39-та (2014) | • Маріса Бруні-Тедескі (Marisa Borini)  | «Замок в Італії» (Un château en Italie)     | мати                                            |                         |
| 39-та (2014) | • Франсуаза Фабіан                      | «Я, знову я та мама»                        | Бабу                                            |                         |
| 39-та (2014) | • Жулі Гайє                             | «Набережна Орсе»                            | Валері Дюмонтей                                 |                         |
| 39-та (2014) | • Жеральдін Пелас                       | «Молода і прекрасна»                        | Сільві                                          |                         |
| 40-ва (2015) |                                         | • Крістен Стюарт                            | «Зільс-Марія»                                   | Валентина               |
| 40-ва (2015) | • Маріанна Денікур (Marianne Denicourt) | «Гіппократ» (Hippocrate (film))             | Денорманді                                      |                         |
| 40-ва (2015) | • Клоді Жансак                          | «Лулу — гола жінка» (Lulu femme nue (film)) | Марта                                           |                         |
| 40-ва (2015) | • Ізя Іжлен                             | «Самба»                                     | Маню                                            |                         |
| 40-ва (2015) | • Шарлотта Ле Бон                       | «Ів Сен-Лоран»                              | Вікторія Дотрелю                                |                         |
| 41-ша (2016) |                                         | • Сідсе Бабетт Кнудсен                      | «Горностай»                                     | Дітта Лоренсен-Котер    |
| 41-ша (2016) | • Карін Віар                            | «21 ніч з Патті»                            | Патті                                           |                         |
| 41-ша (2016) | • Аньєс Жауї                            | «На плаву»                                  | Летиція                                         |                         |
| 41-ша (2016) | • Ноемі Львовскі                        | «Тепла пора року»                           | Монік, мати Дельфіни                            |                         |
| 41-ша (2016) | • Сара Форестьє                         | «Молода кров»                               | мати Малоні                                     |                         |
| 42-га (2017) |                                         | • Дебора Люкумуена                          | «Божественні»                                   | Маймуна                 |
| 42-га (2017) | • Наталі Бай                            | «Це всього лиш кінець світу»                | мати                                            |                         |
| 42-га (2017) | • Валерія Бруні-Тедескі                 | «Моя краля»                                 | Ізабель ван Петегем                             |                         |
| 42-га (2017) | • Анн Косіньї                           | «Вона»                                      | Анна                                            |                         |
| 42-га (2017) | • Мелані Тьєррі                         | «Танцівниця»                                | Габріела Блок                                   |                         |
| 43-га (2018) |                                         | • Сара Жиродо                               | «Дрібний фермер»                                | Паскаль                 |
| 43-га (2018) | • Анаїс Демустьє                        | «Вілла»                                     | Беранжер                                        |                         |
| 43-га (2018) | • Адель Енель                           | «120 ударів на хвилину»                     | Софі                                            |                         |
| 43-га (2018) | • Лоре Келамі                           | «Ава»                                       | Мод                                             |                         |
| 43-га (2018) | • Мелані Тьєррі                         | «До побачення там, нагорі»                  | Поліна                                          |                         |
| 44-та (2019) |                                         | • Карін Віар                                | «Лоскоти»                                       | Мадо Ле Надан           |
| 44-та (2019) | • Ізабель Аджані                        | «Світ належить тобі»                        | Денні                                           |                         |
| 44-та (2019) | • Лейла Бехті                           | «Щасливі невдахи»                           | Аманда                                          |                         |
| 44-та (2019) | • Вірджинія Ефіра                       | «Щасливі невдахи»                           | Дельфін                                         |                         |
| 44-та (2019) | • Одрі Тоту                             | «Щось не так з тобою»                       | Аньєс                                           |                         |